# Varese Calcio SSD
Az Varese Calcio SSD egy olasz labdarúgócsapat, jelenleg a Eccellenza tagja. 1910. március 22-én alapították Varese városában.

## Története
A csapatot 1910. március 22-én alapították Varese Football Club néven, céljuk a labdarúgás és egyéb kültéri sportok népszerűsítése volt. Minden tag, a játékosok és a vezetőség, havi 1 lírát fizetett tagsági díjként. A klub színei a fehér és lila voltak, első pályája a helyi piactér volt. Egy kötél kifeszítésével tartották a közönséget a pálya mellett, öltözőként az egyik sikátorban működő étterem szolgált.
A klub számos barátságos mérkőzést játszott, mielőtt csatlakozott volna bármilyen ligához vagy szervezett sorozathoz. Korai ellenfelei volt a Busto Arsizioi "Aurora", a gallaratei "Libertas" a Lunio, az Unione Sportiva Milanese, az Ausonia és a "nagy" Inter. A klub első lépéseit az olasz bajnoki rendszerben 1914-ben tette meg, amikor belépett a Lega Regionale Lombardába, első hivatalos meccseit a Varesini eredeti lila-fehér szerelésében játszotta. A klub amerikai kapusa, Sormani jeleskedett leginkább az első szezonban, ő volt a Varese első "sztárja".
1915 májusában a szezont a háború miatt beszüntették, de miután az első világégés 1919-ben véget ért, az élet visszatért a normális kerékvágásba, ismét megnövekedett az igény a labdarúgás és más szabadidős tevékenységek után.
Az 1926–27-es szezonban a klub átváltott a piros-fehér színkombinációra ("bianco-rosso"), hogy egyezzen a város színeivel. Masagno kerületben megépült a Stadio del Littorio névre hallgató aréna. 1950. szeptemberében a stadiont átnevezték a Stadio Franco Ossola névre, emlékezve ezzel a Vareséből a Torino Calcioba igazoló játékosra, az 1949-es Superga-légikatasztrófa egyik áldozatára.
Varese nincs messze Milánótól, ezért a nagyváros katonai létesítményének köszönhetően számos sportoló öltötte fel a "bianco-rosso" (piros-fehér) mezt (a legjelentősebb közülük Giuseppe Meazza).
1964-ben a vállalkozó Giovanni Borghi elnöklete alatt a Varese feljutott a Serie A-ba, miután a Serie C-ből indulva két egymást követő szezonban is feljutó helyen végzett. Ebben az időszakban piros-fehér mezt viselt Pietro Anastasi, Roberto Bettega, továbbá a világbajnok Claudio Gentile, Giampiero Marini és Riccardo Sogliano is. Egy évtizedet töltöttek az élvonalban, 1975-ben az aranykor kieséssel ért véget.
1985-ben egy osztállyal lejjebb csúsztak, a klubnak még sokáig nem sikerült visszatérnie a Serie B-be: a következő 20 szezonból 10-et a C2-ben töltöttek, ahová 1994-ben jutottak vissza a negyedosztályból.
A klub négy éven belül visszatért a C1-sorozatba, ami az általános igazgató Stefano Capozucca munkájának, a vállalkozó Claudio Milanesenek, aki az elnök Paolo Binda társaságában a klub társtulajdonosa volt, és még sok más személynek köszönhető.
2001-ben a tulajdonos Gianvittorio Gandolfi és a szponzorok (SiViaggi, Cit) közti vita nehéz helyzetbe sodorta a klubot, majd a Turri család színre lépése sok fejlődést vont maga után, de a háttérben ott voltak a problémák és a betartatlan ígéretek. 2004. nyarán a Turri-Tacconi elnökség alatt a klub pénzügyileg megroppant és visszasorolták a legalacsonyabb osztályba.
2004 júliusában a megszűnt Varese Football Clubot egy új klub követte, az AS Varese 1910. A klub tiszta lappal kezdte meg Eccellenza-szereplését. A Sogliano család átvette a csapat irányítását, Riccardo Sogliano ellenőrizte a működését. A korábbi Varese-és AC Milan-játékosnak már voltak tapasztalatai Serie A-klubok felügyeléséből: korábban ellenőrizte a Parma FC és a Genoa CFC csapatokat is.
Első szezonjában a klubot hátráltatta a vezetőség tapasztalatlansága, mindössze néhány ponton múlt a feljutás a Serie D-be, amit a szezon elején elvesztettek a riválisok ellen. A klubelnök Peo Maroso és az általános igazgató Luca Sogliano (Riccardo fia, szintén egykori labdarúgó) úgy döntöttek, belülről választják ki az új edzőt. Devis Mangia, mindössze 32 évével, az egész divízió, sőt az egész osztály legfiatalabb vezetőedzője lett.

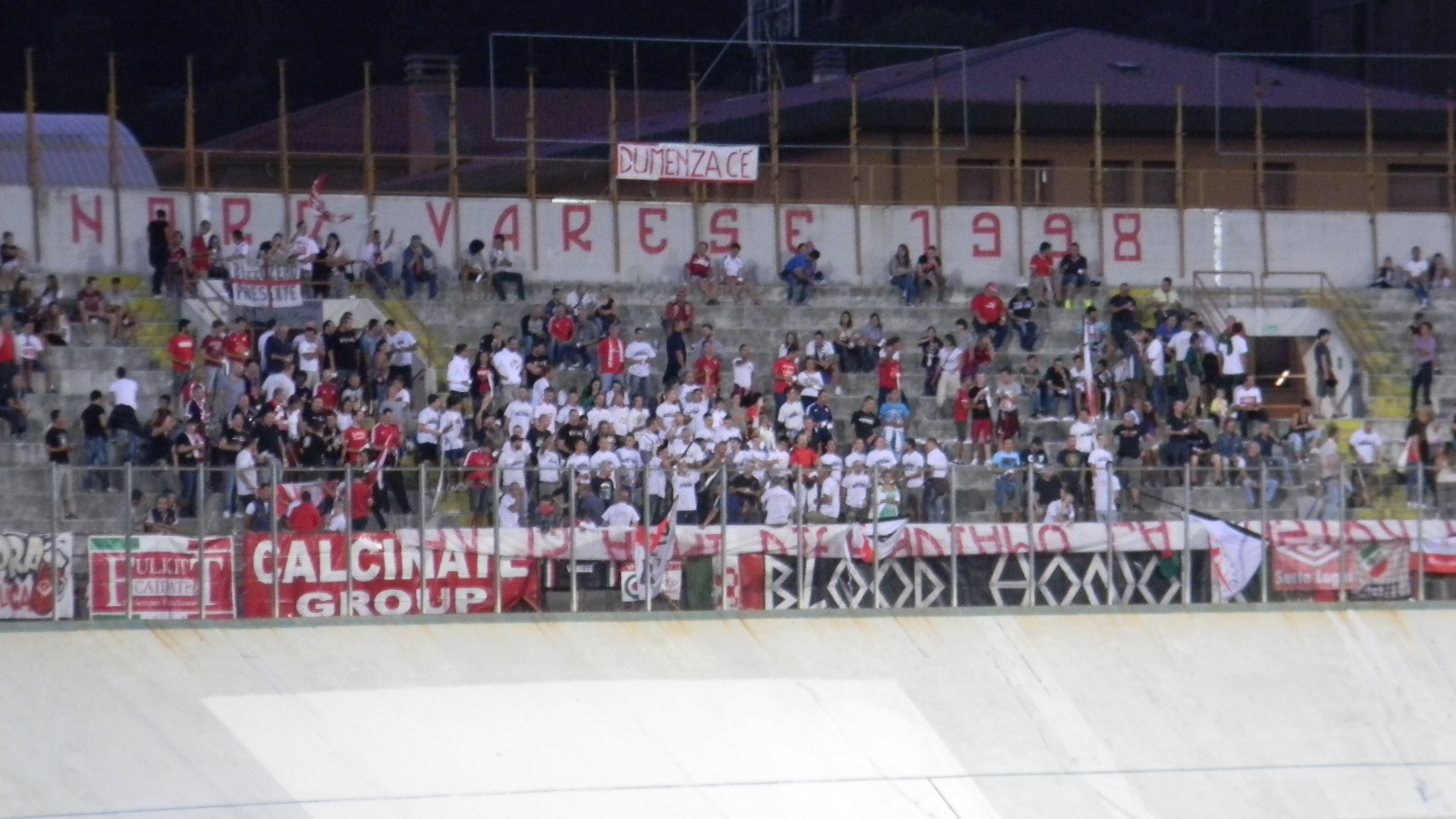
A klub ultrái

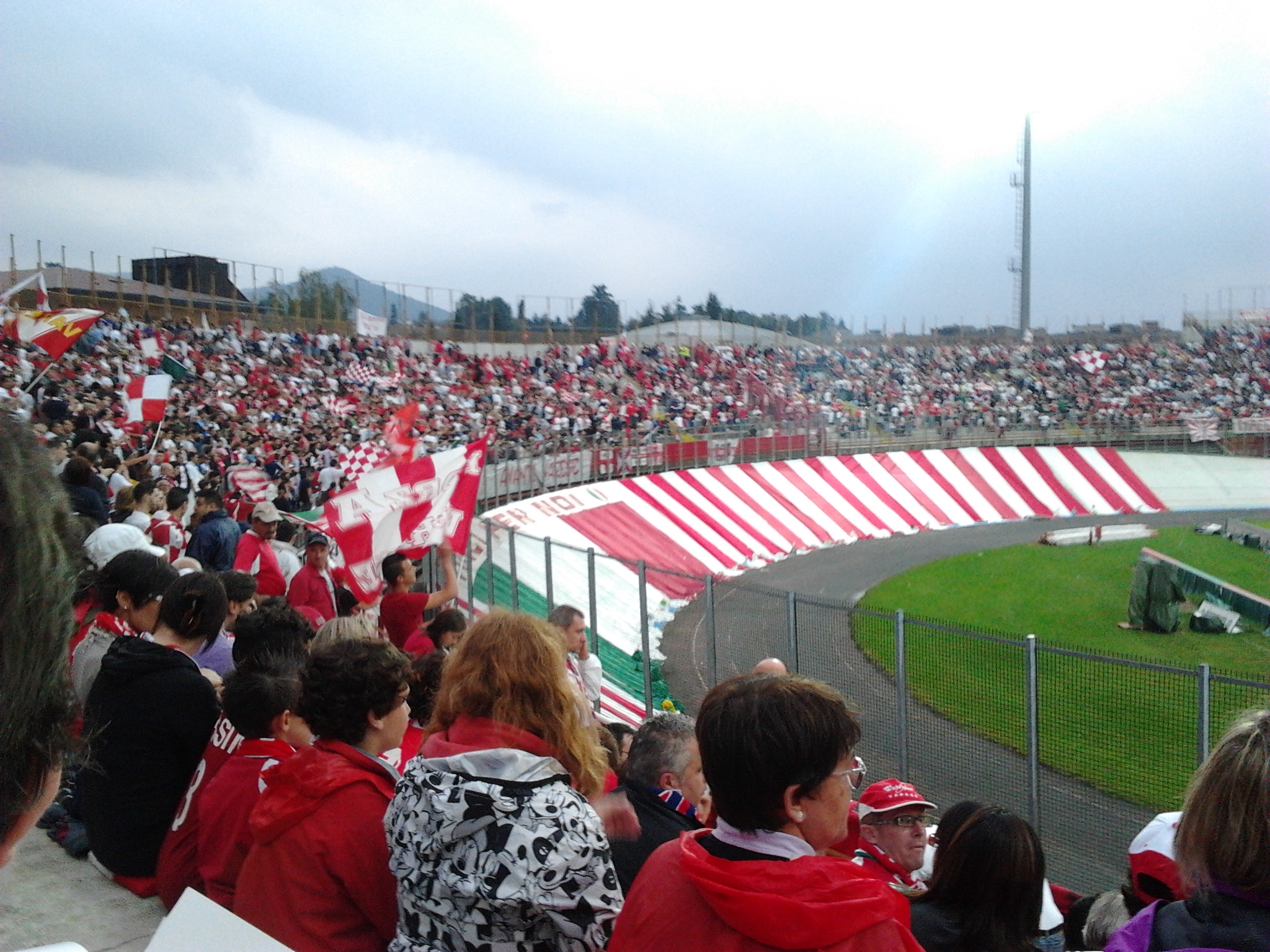
A Curva Nord (Északi Kanyar) egy 2012-es mérkőzésen

A klub harcolt szurkolóival is (különösen a Blood and Honour szurkolói csoporttal), amelyek ellenezték a fekete játékosok foglalkoztatását. Ez 2002 tavaszán történt, amikor szerződtették a francia Mohamed és Samir Benhassent, továbbá a kameruni kapust, Andrè Joel Ebouét. Az ulracsoport minden meccsen megharcolt az ellenfél drukkereivel.
A 2005–2006-os szezonban a Varese megnyerte a Serie D/A bajnokságot, három fordulóval a szezon vége előtt feljutott a Serie C2-be.
A 2008–2009-es szezonban megnyerték a negyedosztályt, ezzel feljutottak a Lega Pro Prima Divisione névre hallgató harmadosztályba. Varese az A-csoport 2. helyén végzett és osztályozót játszhatott. Az elődöntőben megverték a Beneventót, a döntőben a Cremonesét, ezzel sorozatban másodszor jutottak fel, 25 év után tértek vissza a Serie B-be.
A 2011–12-es szezon végén a Varese 5.; Serie A-osztályozós helyen végzett. A Hellas Verona ellen összesítésben 3–1-re nyertek, következhetett a Sampdoria elleni oda-visszavágós döntő. habár Genovában behozható hátrányba (3–2) kerültek, hazai meccsükön a Kék Gyűrűsek szerezték az egyetlen gólt és elütötték a Varesét a feljutástól (összesítésben 4–2).

## Játékosok

### Jelenlegi keret
2014. szeptember 1. szerint
| #  |     | Poszt | Név                                        |
| -- | --- | ----- | ------------------------------------------ |
| 1  | ITA | K     | Filippo Perucchini (kölcsönben a Leccétől) |
| 2  | ITA | V     | Francesco Luoni                            |
| 3  | ITA | V     | Andrea De Vito                             |
| 4  | ITA | V     | Niccolò Dondoni                            |
| 5  | ITA | V     | Martino Borghese (kölcsönben a Speziától)  |
| 6  | ITA | KP    | Manuele Blasi                              |
| 7  | ITA | KP    | Luigi Falcone                              |
| 8  | ITA | KP    | Daniele Corti                              |
| 9  | ITA | CS    | Luca Miracoli                              |
| 10 | BRA | CS    | Neto Pereira (csapatkapitány)              |
| 11 | ARG | KP    | Emanuel Rivas                              |
| 12 | ITA | K     | Cosimo La Gorga                            |
| 13 | ITA | V     | Riccardo Fiamozzi                          |

| #  |     | Poszt | Név                                            |
| -- | --- | ----- | ---------------------------------------------- |
| 14 | HUN | V     | Tamás Krisztián (kölcsönben az AC Milantól)    |
| 17 | ITA | KP    | Dennis Scapinello                              |
| 19 | ITA | V     | Angelo Rea                                     |
| 20 | ITA | CS    | Luca Forte                                     |
| 21 | ITA | KP    | Andrea Barberis                                |
| 22 | ITA | K     | Elia Bastianoni                                |
| 23 | ITA | KP    | Andrea Cristiano                               |
| 24 | ITA | KP    | Giampietro Zecchin                             |
| 25 | CZE | V     | Stefan Šimić (kölcsönben az AC Milantól)       |
| 27 | CRO | CS    | Bruno Petković (kölcsönben a Cataniától)       |
| 28 | ITA | KP    | Leonardo Capezzi (kölcsönben a Fiorentinaától) |
| 29 | ITA | CS    | Arturo Lupoli                                  |

### Kölcsönben
| #  |     | Poszt | Név                              |
| -- | --- | ----- | -------------------------------- |
| 11 | ITA | KP    | Nunzio Di Roberto (Pro Vercelli) |
| 16 | ITA | V     | Alessio Cristiano Rossi (Ascoli) |
| 18 | ITA | KP    | Luca Tremolada (Reggiana)        |
| 23 | ITA | CS    | Matteo Momenté (AlbinoLeffe)     |

| #  |     | Poszt | Név                                |
| -- | --- | ----- | ---------------------------------- |
| 26 | ITA | KP    | Loris Damonte (Messina)            |
|    | ITA | K     | Emanuele Di Graci (Piacenza)       |
|    | ITA | V     | Andrea Azzolin (Delta Porto Tolle) |

### Ifjúsági csapat
| #  |     | Poszt | Név               |
| -- | --- | ----- | ----------------- |
| 30 | ITA | KP    | Nicola Cornacchia |

## Ismertebb korábbi játékosok
Ez a lista olyan korábbi játékosokat tartalmaz, melyek válogatottak lettek a klub színeiben, jelentősen hozzájárultak a csapat teljesítményéhez, jelentős mennyiségű gólt szereztek a csapat színeiben, jelentősen hozzájárultak a sporthoz, mielőtt a csapat játékosai lettek vagy miután a csapat játékosai voltak. Ez a lista nem teljes, idővel frissülhet.
- André-Joël Eboué
- Nestor Combin
- Horst Szymaniak
- Pietro Anastasi
- Federico Balzaretti
- Fabio Bazzani
- Roberto Bettega
- Roberto Boninsegna
- Egidio Calloni
- Giorgio Dellagiovanna
- Antonio Di Natale
- Dario Dolci
- Claudio Gentile
- Benito Lorenzi
- Massimo Maccarone
- Giampiero Marini
- Alessandro Mazzola
- Giuseppe Meazza
- Giorgio Morini
- Sergio Pellissier
- Gianluca Pessotto
- Armando Picchi
- Benito Sarti
- Giovanni Trapattoni
- Paolo Vanoli
- Jero Shakpoke
- Antonio Esposito

## Fordítás
Ez a szócikk részben vagy egészben  az   A.S.Varese 1910 című angol Wikipédia-szócikk ezen változatának fordításán alapul.  Az eredeti cikk szerkesztőit annak laptörténete sorolja fel. Ez a jelzés csupán a megfogalmazás eredetét és a szerzői jogokat jelzi, nem szolgál a cikkben szereplő információk forrásmegjelöléseként.